# バーニーの浮彫
バーニーの浮彫（バーニーのうきぼり、英: Burney Relief、夜の女王としても知られる) は、メソポタミアのイシン・ラルサ期または古バビロン期のテラコッタで作られた高浮彫であり、翼を持つヌードの女神の姿を描いている。フクロウが傍に控え二頭のライオンの上に立っている。
浮彫は、ロンドンの大英博物館に展示されている。作られた日付は紀元前1800〜1750年である。それはメソポタミア南部に由来するが、正確な発見場所は不明である。その特徴的な図像とは別に、この作品は高浮彫と比較的大きなサイズで知られている。それは、それがカルト・レリーフとして使用されたことを示唆しており、その期間から非常にまれな残存期間になる。しかし、それがリリス、イナンナ、イシュタル、またはエレシュキガルを代表しているかどうかは議論の余地がある。オブジェクトの真正性は、1930年代の最初の出現から疑問視されてきたが、意見は一般にその後の数十年にわたり好意的に変化した。

## 起源

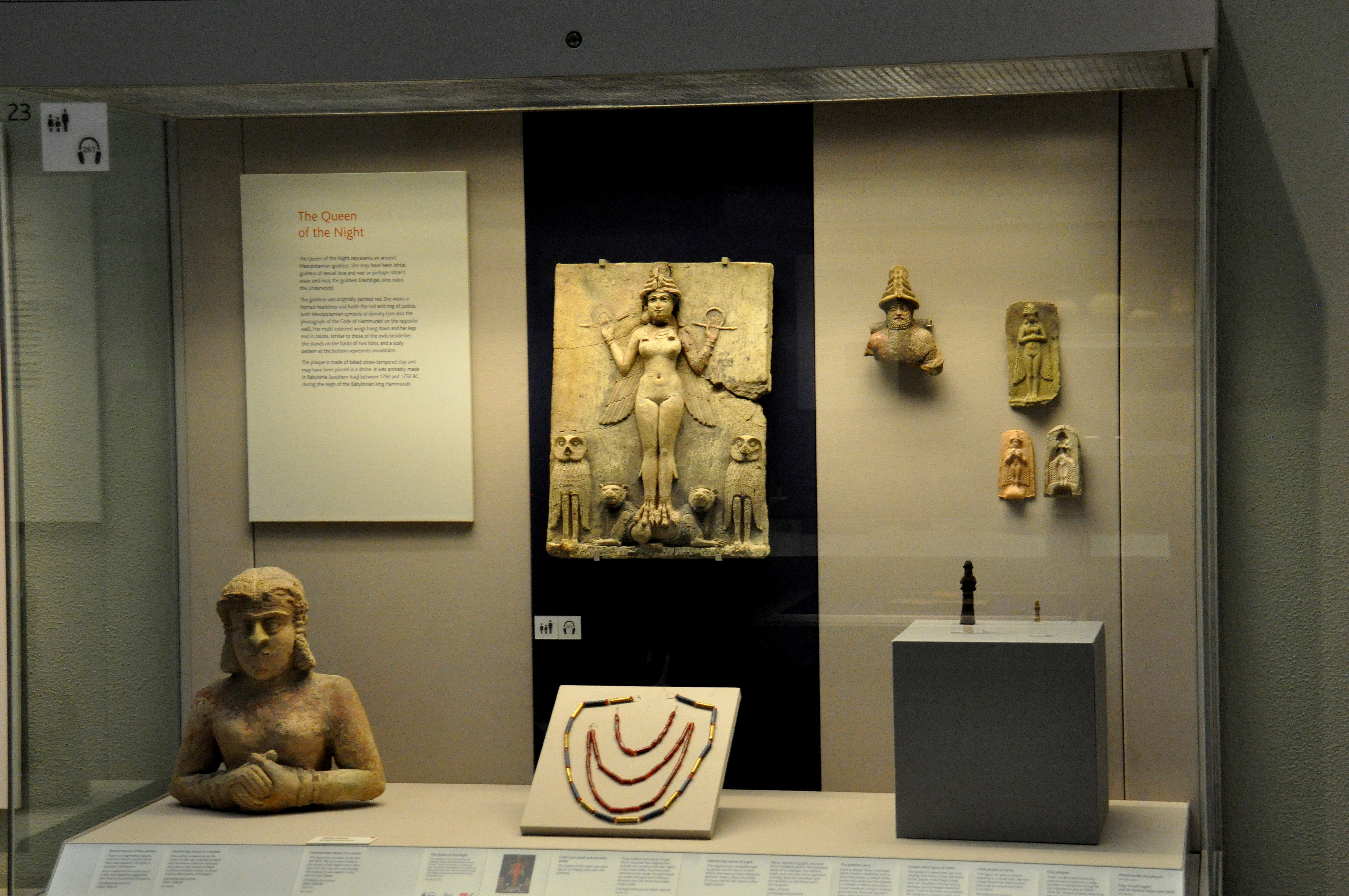
ロンドンの大英博物館の展示ケースの中のバーニーの浮彫

当初、1924年にイラク南部で浮彫を取得したシリアのディーラーが所有していたが、この浮彫はロンドンの大英博物館に寄託され、1933年にハロルド・プレンダーリース博士によって分析された。しかし、博物館は1935年にそれを購入することを拒否し、その後ロンドンのアンティークディーラー、シドニー・バーニーに渡された。 その後、この作品は「バーニーの浮彫」として知られるようになった。この浮彫は、1936年にイラストレイテド・ロンドン・ニュースで全面的に報じられ、一般の注目を集めた。バーニーから、それはノーマン・コルヴィルのコレクションに渡され、その死後、日本人コレクターの坂本五郎によるオークションで買収された。しかし、英国当局は彼に輸出許可を拒否した。この作品は、1980年と1991年の間に大英博物館に展示され、2003年には250周年記念行事の一環として博物館から1,500,000ポンドで買収された。博物館はまた、作品名を「夜の女王」に変更した。それ以来、このオブジェクトは英国周辺の博物館で展示されてきた。